# 旭村 (新潟県東頸城郡)
旭村（あさひむら）は、かつて新潟県東頸城郡にあった村。

## 沿革
- 1889年（明治22年）4月1日 - 町村制施行に伴い東頸城郡田麦村、板山村が合併し、旭村が発足。
- 1901年（明治34年）11月1日 - 東頸城郡嶺村と合併し、旭村を新設。
- 1955年（昭和30年）3月31日 - 東頸城郡大島村、保倉村と合併し、大島村を新設して消滅。